# Österåkers kommun
Österåkers kommun er en kommune i Stockholms län i Sverige. I 2010 var indbyggertallet 40.495.